# Hemocijanin
Hemocijanini (Hc) su  proteini koji transportuju kiseonik po celom telu pojedinih beskičmenjaka. Ovi metaloproteini sadrže dva atoma bakra koji reverzibilno vezuju jedan molekul kiseonika (O2). Oni su drugi posle hemoglobina po učestalosti upotrebe kao molekul za transport kiseonika. Za razliku od hemoglobina u crvenim krvnim zrncima koji se nalazi kod kičmenjaka, hemocijanini nisu ograničeni u krvnim ćelijama, već su suspendovani direktno u hemolimfi. Oksigenacija izaziva promenu boje između bezbojnog Cu(I) deoksigenisanog oblika i plavog Cu(II) oksigenisanog oblika.

## Rasprostranjenost vrsta
Hemocijanin je prvo otkrio u Octopus vulgaris Leon Frederik 1878. Prisustvo bakra u mekušcima je još ranije otkrio Bartolomeo Bizio 1833. Hemocijanini se nalaze u mekušcima i člankonošcima uključujući glavonošce i rakove, i koriste ih neki kopneni zglavkari kao što su tarantula Eurypelma californicum, carski škorpion i stonoga Scutigera coleoptrata. Takođe, skladišni proteini larvi kod mnogih insekata izgleda da potiču od hemocijanina.

## Nadfamilija hemocijanina
Nadfamilija hemocijanina artropoda se sastoji od fenoloksidaza, heksamerina, pseudohemocijanina ili kriptocijanina i (dipteranskih) heksamerinskih receptora.
Fenoloksidaze su tirozinaze koje sadrže bakar. Ovi proteini su uključeni u proces sklerotizacije kutikule artropoda, u zarastanju rana i humoralnoj imunološkoj odbrani. Fenoloksidazu sintetišu zimogeni i aktivira se cepanjem N-terminalnog peptida.
Oni su heksamerini proteini za skladištenje koji se obično nalaze kod insekata. Ove proteine sintetiše masno telo larve i oni su povezani sa ciklusima linjanja ili uslovima ishrane.
Genetske sekvence pseudohemocijanina i kriptocijanina su blisko povezane sa hemocijaninima kod rakova. Ovi proteini imaju sličnu strukturu i funkciju, ali nemaju mesta za vezivanje bakra.
Evolucione promene unutar filogenije superfamilije hemocijanina su usko povezane sa pojavom ovih različitih proteina u različitim vrstama. Razumevanje proteina unutar ove nadfamilije ne bi bilo dobro shvaćeno bez opsežnih studija hemocijanina kod zglavkara.

## Struktura i mehanizam
Iako je respiratorna funkcija hemocijanina slična onoj kod hemoglobina, postoji značajan broj razlika u njegovoj molekularnoj strukturi i mehanizmu. Dok hemoglobin nosi svoje atome gvožđa u porfirinskim prstenovima (hem grupe), atomi bakra hemocijanina su vezani kao prostetske grupe koje koordiniraju ostaci histidina. Svaki monomer hemocijanina drži par katjona bakra(I) na mestu putem interakcije sa imidazolnim prstenovima šest histidinskih ostataka. Primećeno je da vrste koje koriste hemocijanin za transport kiseonika uključuju rakove koji žive u hladnim sredinama sa niskim pritiskom kiseonika. Pod ovim okolnostima transport kiseonika hemoglobinom je manje efikasan od transporta kiseonika hemocijaninom. Ipak, postoje i kopneni zglavkari koji koriste hemocijanin, posebno pauci i škorpioni, koji žive u toplim klimama. Molekul je konformaciono stabilan i potpuno funkcionalan na temperaturama do 90 stepeni C.
Većina hemocijanina se vezuje sa kiseonikom nekooperativno i otprilike je za jednu četvrtinu efikasnija od hemoglobina u transportu kiseonika po količini krvi. Hemoglobin kooperativno vezuje kiseonik zbog promena sterne konformacije u proteinskom kompleksu, što povećava afinitet hemoglobina za kiseonik kada je delimično oksigenisan. Kod nekih hemocijanina kod bodljaša i nekih drugih vrsta zglavkara primećuje se kooperativno vezivanje, sa Hilovim koeficijentima od 1,6–3,0. Hilovi koeficijenti variraju u zavisnosti od vrste i laboratorijskih podešavanja merenja. Hemoglobin, poređenja radi, ima Hilov koeficijent obično u opsegu 2,8–3,0. U ovim slučajevima kooperativnog vezivanja hemocijanin je raspoređen u proteinske podkomplekse od 6 podjedinica (heksamer) svaka sa jednim mestom za vezivanje kiseonika; vezivanje kiseonika na jednu jedinicu u kompleksu bi povećalo afinitet susednih jedinica. Svaki heksamerni kompleks je raspoređen zajedno da formira veći kompleks od desetina heksamera. U jednoj studiji, utvrđeno je da kooperativno vezivanje zavisi od toga da su heksameri raspoređeni zajedno u veći kompleks, što sugeriše kooperativno vezivanje između heksamera. Na profil vezivanja kiseonika hemocijanina utiču i nivoi rastvorenih jona soli i pH.
Hemocijanin je napravljen od mnogih pojedinačnih proteinskih podjedinica, od kojih svaka sadrži dva atoma bakra i može da veže jedan molekul kiseonika (O2). Svaka podjedinica teži oko 75 kilodaltona (kDa). Podjedinice mogu biti raspoređene u dimere ili heksamere u zavisnosti od vrste; kompleks dimera ili heksamera je takođe raspoređen u lance ili klastere čija težina prelazi 1500 kDa. Podjedinice su obično homogene, ili heterogene sa dve varijante tipa podjedinica. Zbog velike veličine hemocijanina, obično se nalazi da slobodno pluta u krvi, za razliku od hemoglobina.
Heksameri su karakteristični za hemocijanine člankonožaca. Hemocijanin tarantule Eurypelma californicum se sastoji od 4 heksamera ili 24 peptidna lanca. Hemocijanin iz kućne stonoge Scutigera coleoptrata se sastoji od 6 heksamera ili 36 lanaca. Bodljaši imaju hemocijanin od 8 heksamera (tj. 48 lanaca). Jednostavni heksameri se nalaze u jastogu Panulirus interruptus i izopodu Bathynomus giganteus. Peptidni lanci kod rakova dugački su oko 660 aminokiselinskih ostataka, a kod helicerata oko 625. U velikim kompleksima postoji niz varijanti lanaca, svi približno iste dužine; čiste komponente se obično samostalno ne sklapaju.

## Katalitička aktivnost
Hemocijanin je homologan sa fenol oksidazama (npr. tirozinaza) pošto oba proteina imaju ostatke histidina, nazvane koordinacioni centri za vezivanje bakra „tip 3“, kao i enzimi tirozinaza i katehol oksidaza. U oba slučaja, prvo se moraju aktivirati neaktivni prekursori enzima (koji se nazivaju i zimogeni ili proenzimi). Ovo se radi uklanjanjem aminokiseline koja blokira ulazni kanal u aktivno mesto kada proenzim nije aktivan. Trenutno nema drugih poznatih modifikacija neophodnih da bi se aktivirao proenzim i omogućila katalitička aktivnost. Konformacione razlike određuju vrstu katalitičke aktivnosti koju hemocijanin može da izvrši. Hemocijanin takođe pokazuje aktivnost fenol oksidaze, ali sa usporenom kinetikom od veće sterične mase na aktivnom mestu. Delimična denaturacija zapravo poboljšava aktivnost fenol oksidaze hemocijanina obezbeđujući bolji pristup aktivnom mestu.

## Spektralna svojstva
Spektroskopija oksihemocijanina pokazuje nekoliko značajnih karakteristika:
- Rezonantna Ramanova spektroskopija pokazuje da je O2 vezan u simetričnom okruženju (ν(O-O) nije IR dozvoljeno).
- OxyHc je EPR-odsutno što ukazuje na odsustvo nesparenih elektrona
- Infracrvena spektroskopija pokazuje ν(O-O) od 755 cm−1

Dosta rada je bilo posvećeno pripremanju sintetičkih analoga aktivnog mesta hemocijanina. Jedan takav model, koji sadrži par centara bakra bočno premošćenih sa perokso ligandom, pokazuje ν(O-O) na 741 cm−1 i UV-Vis spektar sa apsorbancijama na 349 i 551 nm. Oba ova merenja se slažu sa eksperimentalnim zapažanjima za oxyHc. Odvajanje Cu-Cu u modelu kompleksa je 3,56 Å, a oksihemocijanina je oko 3,6 Å (deoxyHc: oko 4,6 Å).

## Antikancerogena dejstva
Hemocijanin pronađen u krvi čileanskog školjke Concholepas concholepas, ima imunoterapeutske efekte protiv raka bešike na glodarskim modelima. Miševi sa primenom C. concholepas pre implantacije ćelija tumora bešike (MBT-2). Miševi tretirani hemocijaninom C. concholepas pokazali su antitumorske efekte: produženo preživljavanje, smanjen rast i učestalost tumora i nedostatak toksičnih efekata, i to može imati potencijalnu upotrebu u budućoj imunoterapiji površinskog karcinoma bešike.
KLH hemocijanin je imuni stimulant. On se dobija iz cirkulišućih glikoproteina morskog mekušaca Megathura crenulata. Pokazalo se da je KLH značajan tretman protiv proliferacije raka dojke, raka pankreasa i ćelija raka prostate kada se isporučuje in vitro. KLH hemocijanin inhibira rast ljudskog Baretovog karcinoma jednjaka putem apoptičkih i neapoptičnih mehanizama ćelijske smrti.

## Primeri: uticaj životne sredine na nivoe hemocijanina
Jedna studija iz 2003. godine o uticaju uslova kulture metabolita u krvi i hemocijanina belog škampa Litopenaeus vannamei otkrila je da ishrana utiče na nivoe hemocijanina, posebno oksihemocijanina. Studija je uporedila nivoe oksihemocijanina u krvi belih škampa smeštenih u zatvorenom ribnjaku sa komercijalnom ishranom sa ishranom belih škampa smeštenih u otvorenom jezercu sa dostupnijim izvorom proteina (prirodna živa hrana). Nivoi oksihemocijanina i glukoze u krvi bili su viši kod škampa smeštenih u otvorenim ribnjacima. Takođe je otkriveno da nivoi metabolita u krvi imaju tendenciju da budu niži kod vrsta sa niskim nivoom aktivnosti, kao što su rakovi, jastozi i škampi u zatvorenom, u poređenju sa škampima na otvorenom. Ova korelacija verovatno ukazuje na morfološki i fiziološki razvoj rakova. Čini se da nivoi ovih proteina i metabolita u krvi zavise od energetskih potreba i dostupnosti tih izvora energije.

## Literatura
- Rehm P, Pick C, Borner J, Markl J, Burmester T (фебруар 2012). „The diversity and evolution of chelicerate hemocyanins”. BMC Evolutionary Biology. 12: 19. PMC 3306762 . PMID 22333134. doi:10.1186/1471-2148-12-19 .
- Ali SA, Abbasi A (2011). Scorpion Hemocyanin: The blue blood. Saarbrücken: VDM Verlag Dr. Müller. стр. 160. ISBN 978-3-639-33725-9.

## Spoljašnje veze
- 3D hemocyanin structures in the EM Data Bank (EMDB)
- Overview of all the structural information available in the PDB for UniProt: P04253 (Hemocyanin II) at the PDBe-KB.